# Carica puntiforme
Una carica puntiforme è una carica ideale localizzata su un singolo punto senza dimensioni. Per esempio l'elettrone può essere considerato una carica puntiforme, la sua dimensione può essere caratterizzata da una grandezza nota come raggio dell'elettrone.
Se una carica q si muove nello spazio con velocità di modulo v, il campo magnetico generato dalla carica è dato da:
{\displaystyle {\vec {B}}=q{\vec {v}}\times {\frac {{\vec {r}}-{\vec {r}}'}{\left\|{\vec {r}}-{\vec {r}}'\right\|}}}
dove r è il punto in cui si calcola il campo, mentre r' la posizione della carica.
La forza totale {\displaystyle {\vec {F}}} su una carica q, in moto con velocità {\displaystyle {\vec {v}}} all'interno di un campo magnetico {\displaystyle {\vec {B}}} e un campo elettrico {\displaystyle {\vec {E}}}, è data da:
{\displaystyle {\vec {F}}=q{\vec {E}}+q{\vec {v}}\times {\vec {B}}}